# Repérages
Repérages es el nombre de una película francesa de 1977 dirigida por Michel Soutter y protagonizada por Delphine Seyrig, quien además fue nominada en los Premios Cesar como Mejor actriz. La película, que está basada en la obra de Antón Chéjov, Las tres hermanas, trata de tres actrices y su relación con un director de cine, y tiene referencias autobiográficas.

## Sinopsis
Victor es un reputado cineasta que decide llevar a la pantalla la pieza de Tchékov "Las tres hermanas". Para ello convoca a las tres actrices elegidas para preparar el papel en una ciudad cerca del lago Léman. Ellas son la francesa Julie, que es su exmujer y a la que todavía ama, la italiana Cécilia y Esther, la más joven de todas y que pronto comienza a exasperar a Julie.

## Elenco
- Jean-Louis Trintignant como Victor.
- Delphine Seyrig como Julie.
- Lea Massari como Cecilia.
- Valérie Mairesse como Esther.
- Roger Jendly como Jean Vallée.
- François Rochaix como Ambrosio.

## Reconocimiento
| Año  | Premio de entrega | Categoría                          | Nominada         | Resultado |
| ---- | ----------------- | ---------------------------------- | ---------------- | --------- |
| 1978 | Premios César     | César a la mejor actriz            | Delphine Seyrig  | Nominada  |
| 1978 | Premios César     | César a la mejor actriz de reparto | Valérie Mairesse | Nominada  |